# 近藤和見
近藤 和見（こんどう かずみ　1975年8月 - ）は日本の脚本家・演出家・音楽家および俳優。滋賀県出身。

## 人物
1997年4月、劇団維新派に入団後『南風』より役者として始動。
同年11月、維新派に所属しながら草壁カゲロヲと共にLowo=Tar=Voga（現VOGA）を結成。
以後、VOGA全作品の脚本・演出・音楽を担当。

## 略歴
- 1997年10月　劇団維新派『南風』出演
- 1998年5月　NHK-FMラジオドラマ 維新派『少年漂流伝』
- 1998年10月　維新派『王国』（出演：トビオ役）
- 1999年7月　  維新派『麦藁少年』出演
- 1999年10月　維新派『水街』（出演：ヨシマツ役）

　　　　　　　 ※この公演を持って維新派を退団
- 2009年4月　 野住企画・ミュージカル『月光のカンカータ』美術監督
- 2010年3月　 城咲あい・ディナーショー『アイ・スクエア』演出助手
- 2012年7月　 劇団姫オペラ『ゴドーを待ちながら』出演
- 2014年3月　京都造形芸術大学映画学科北白川派作品『二人ノ世界』出演（監督：藤本啓太）※2015年公開予定

## VOGA
- 1999年5月　第1回本公演『漆黒の風に記名せよ』（脚本・演出）
- 2001年5月　第2回本公演『葉洩れ陽のジギタリス』（脚本・演出・出演）
- 2002年2月　第3回本公演『数独I =Phenomenon=』（脚本・演出・作曲・映像・出演）
- 2003年10月　Lowo=Tar=Voga Performance Tour『isotope』（演出・音楽・）
- 2004年11月『結婚は、“私”を改造できるか』（作・演出・音楽　　エメスズキ×ロヲ＝タァル＝ヴォガ　共同作品）
- 2006年1月　第4回本公演『Ato-Saki』（脚本・演出・音楽）
- 2006年6月 　Lowo=Tar=Voga 晩餐会 『AMEN 〜アーメン〜】（脚本・演出・音楽）
- 2006年10月　Lowo=Tar=Voga『漆黒の風に記名せよ［改変版］』（脚本・演出・音楽・出演）
- 2007年1月　第5回本公演・新春大興行『YANAGITA』（脚本・演出・音楽・出演）
- 2007年9月　結成10周年記念公演『新青年』（脚本・演出・音楽・出演）
- 2010年2月　 Lowo=Tar=Voga『SILVER 30』（脚本・演出・音楽）
- 2010年10月　Lowo=Tar=Voga『鳥がいない』 (脚本・演出・音楽）
- 2011年10月-2012年1月　第8回本公演『Ato-Saki』（作・演出・音楽）
- 2013年10月　第9回本公演『DIGITALIS 〜隠サレヌ恋〜』（脚本・演出・音楽）
- 2014年10月　第10回本公演『Vector』（京都・石清水八幡宮野外特設舞台)